# Autism
Autismul  (de la gr. autos - „însuși”) este o tulburare de dezvoltare caracterizată prin dificultăți de comunicare și interacțiune socială, precum și prin comportamente repetitive. Termenul a fost creat în anul 1911 de psihiatrul elvețian Eugen Bleuler. După Paul  Eugen Bleuler, autismul este un sindrom constând în replierea totală asupra propriei lumi lăuntrice, mod de gândire necritică, centrată pe subiectivitate și rupt de realitate,  dominată de fantezie și reverii.  O altă definiție  este conținută în Micul dicționar enciclopedic : "Rupere a  contactului psihic cu lumea înconjurătoare și trăire intensă exclusiv a propriei vieți interioare. Se întâlnește în special în schizofrenie".  Subiectul autist  refuză contactul cu persoanele externe și se refugiază în lumea sa lăuntrică în care își satisface dorințele în plan imaginativ, se compensează  afectiv prin fantasme care în cazuri patologice sunt duse până la delir. Autismul apare, după Abraham Maslow, în două forme distincte: autism agitat, în care subiectul încearcă, în plan imaginar experiențe ce-l terorizează sau duc la extaz, și autism calm , de tip contemplativ, în care subiectul se complace idilic prin iluzionare sau consolare.  Utilizarea termenului „autism” pentru a descrie această stare medicală , așa cum este cunoscută astăzi, datează din anul 1943, când psihiatrul american Leo Kanner, născut în Austria, a diferențiat-o de schizofrenie. Conform unui articol din Enciclopedia Britanică, autismul, denumit și autism clasic sau tulburare autistă, este o tulburare de dezvoltare care afectează abilitățile fizice, sociale și de limbaj, cu un început de semne și simptome care apar, de obicei, înainte de vârsta de trei ani. 
Autismul este tulburarea centrală din cadrul unui întreg spectru de tulburări de dezvoltare, cunoscut sub numele de spectrul autist sau spectrul de tulburări pervazive de dezvoltare. Dintre tulburările de spectru autist face parte și sindromul Asperger care este o tulburare neurobiologică caracterizată prin dificultăți semnificative în interacțiunile sociale, însă cu  inteligență normală și abilități de limbaj. Tulburarea a fost denumită după medicul austriac Hans Asperger, care a descris primul simptomele în 1944, ca aparținând unei tulburări pe care a denumit-o psihopatie autistă. 
Tulburările autiste prezintă o largă varietate de manifestări, presupuse a fi rezultatul unor disfuncționalități de dezvoltare ale sistemului nervos central sau genetice. Simptome obișnuite ale autismului includ acțiuni repetitive/monomane, contact și comunicare limitată cu alte persoane și interese foarte restrânse. Cauzele specifice sunt încă necunoscute. Totuși, se pare că atât factori genetici, cât și de mediu contribuie la această tulburare. Răspândirea afecțiunii cognitive este cam de 6 la 1000 de persoane, și este de trei sau patru ori mai des întâlnită la băieți decât la fete. Autismul este prezent încă de la naștere și se păstrează pe durata întregii vieți.
Printre factorii de risc din timpul sarcinii sunt anumite infecții, precum rubeola, toxine precum acidul valproic, alcoolul, cocaina, pesticidele și poluarea aerului, restricționarea creșterii intrauterine și bolile autoimune. Sunt controverse legate de alte cauze de mediu presupuse; de exemplu, ipoteza vaccinului, care a fost infirmată. Autismul afectează procesarea informației din creier prin alterarea conexiunilor și organizării neuronilor și ale sinapselor acestora. Cum aceasta are loc nu este bine înțeles. În DSM-5, autismul și formele mai puțin severe ale condiției, inclusiv sindromul Asperger și tulburarea pervazivă de dezvoltare nespecificată (PDD-NOS), au fost combitate în diagnosticul de tulburare de spectru autist (ASD).
Intervențiile comportamentale timpurii sau terapia prin vorbire îi pot ajuta pe copiii cu autism să obțină abilități de grijă față de sine, sociale și de comunicare. Deși nu există un leac cunoscut, au fost cazuri în care copiii s-au recuperat. Nu mulți copii cu autism trăiesc independent după ce ajung la maturitate, deși unii au succes. S-a dezvoltat o cultură a autismului, unii indivizi căutând un leac, iar alții crezând că autismul trebuie acceptat ca o diferență și nu trebuie tratat ca o tulburare.
La nivel global, se estimează că autismul afectează 24.8 milioane de persoane la data de 2015. În anii 2000, numărul de oameni afectați s-a estimat a fi de 1-2 per 1,000 de persoane la nivel mondial. În țările dezvoltate, aproximativ 1.5% din copii sunt diagnosticați cu ASD la data de 2017, în Statele Unite procentul fiind de 0.7% în 2000. Are loc de 4-5 ori mai des la bărbați decât la femei. Numărul de persoane diagnosticate a crescut mult începând cu anii 1960, ceea ce s-ar explica în parte prin schimbări în practica diagnosticului. Întrebarea dacă ratele actuale au crescut este nerezolvată.
2 aprilie este Ziua Internațională de Conștientizare a Autismului.

## Simptome
Autismul presupune o paletă de numeroase simptome, de la forme ușoare până la cele mai grave. Acestea variază ca intensitate și apariție (unele persoane pot prezenta anumite simptome, iar altele nu). Indiferent de gradul de afectare, un copil cu autism prezintă anomalii în 3 arii esențiale ale dezvoltării: socio-emoțională, comunicare, sferă de interese și activități.
Autismul este o tulburare de neurodezvoltare foarte variabilă a cărei simptome apar pentru prima dată în timpul vârstei fragede sau copilăriei, și în general urmează un curs constant fără remisiune. Oamenii cu autism pot avea subminări severe în unele privințe, dar normali, ba chiar superiori, în altele. Simptomele fățișe încep treptat după vârsta de șase luni, devenind stabile la vârsta de 2-3 de ani și tind să continue în timpul maturității, deși adesea într-o formă mută. Se distinge nu printr-un singur simptom, ci printr-o triadă caracteristică de simptome, subminări în interacțiunea socială, subminări în comunicare și interese limitate și comportament repetitiv. Alte aspecte, precum mâncatul atipic, sunt de asemenea obișnuite, dar nu sunt esențiale pentru diagnostic. Dintre simptome, poate face parte și „un atașament neobișnuit pentru obiecte și animale”

### Dezvoltare socială
Deficitele sociale disting autismul și tulburările de spectru autist (ASD) înrudite de alte tulburări de dezvoltare. Persoanele cu autism au subminări sociale și adesea le lipsește intuiția cu privire la alții, ceea ce mulți oameni iau de bun. Autista de seamă Temple Grandin și-a descris incapacitatea de a înțelege comunicarea socială a oamenilor cu dezvoltare neurologică normală, că o lasă să se simtă „ca un antropolog pe Marte”.
Dezvoltarea socială neobișnuită devine vizibilă în copilăria timpurie. Copilașii autiști prezintă mai puțină atenție la stimulii sociali, zâmbesc și se uită la alții mai puțin des și răspund mai puțin când li se spune pe nume. Copiii mici (1-2 ani) autiști diferă mult în comportament de nomele sociale; de exemplu, au mai puțin contact vizual și mai puțin vorbesc pe rând, fără întrerupere, și nu au abilitatea de a utiliza mișcări simple pentru a se exprima, de exemplu arătând spre lucruri. Copiii de 3-5 ani cu autism sunt mai puțin înclinați să manifeste înțelegere socială, să-i abordeze pe alții în mod spontan, să imite și răspundă la emoții, să comunice non-verbal și să vorbească pe rând. Oricum, ei formează atașament față de îngrijitorii lor primari. Cei mai mulți copii cu autism prezintă în mod moderat mai puțin atașament securizant decât copiii neurotipici, deși această diferență dispare la copiii cu dezvoltare mentală mai mare sau ASD mai puțin sever. Copiii mai mari și adulții cu ASD îndeplinesc mai rău testele de recogniție a emoției și feței, deși acest fapt ar putea fi cauzat în parte de abilitatea scăzută de a defini emoțiile proprii ale persoanei.
Copiii cu autism de funcționalitate înaltă suferă mai frecvent singurătate mai intensă decât non-autiștii de aceeași vârstă, în ciuda credinței comune că copiii cu autism preferă să fie singuri. A-și face și a menține prietenii adesea se dovedește a fi dificil pentru cei cu autism. Pentru ei, calitatea prieteniilor, nu numărul prietenilor, prezice cât de singuri se simt. Prieteniile funcționale, precum cele care rezultă în invitații la petreceri, pot afecta calitatea vieții mai profund.
Există multe relatări anecdotice, dar puține studii sistematice, despre agresivitate și violență la indivizii cu ASD. Datele limitate sugerează că, la copiii cu dizabilități intelectuale, autismul este asociat cu agresivitatea, distrugerea de proprietate și evenimente nefericite.

### Comunicare
Cam între o treime și jumătate din indivizii cu autism nu dezvoltă o vorbire naturală suficientă pentru a îndeplini nevoile zilnice de comunicare. Diferențele de comunicare pot fi prezente din primul an al vieții și pot include începutul târziu al  gânguritului, gesturi neuzuale, reactivitate scăzută și tipare vocale care nu sunt sincronizate cu îngrijitorul. În al doilea și al treilea an, copiii cu autism au gângurit, cuvinte și combinații de cuvinte mai puțin frecvente și mai puțin diverse; gesturile lor sunt mai rar integrate în cuvinte. Copiii cu autism sunt mai puțin înclinați să facă cereri și să împărtășească experiențe și sunt mai înclinați pur și simplu să repete cuvintele altora (ecolalie) sau să folosească pentru propria persoană pronumele folosite la persoana a II-a sau a III-a. Atenția comună pare să fie necesară pentru vorbirea funcțională, iar deficitele de atenție comună par să-i distingă pe copiii cu ASD. De exemplu, ei se pot uita la mâna care arată în loc să se uite la obiectul arătat, și eșuează în mod consistent în a arăta spre obiecte pentru a comenta sau împărtăși o experiență. Copiii cu autism pot avea dificultăți legate de jocul imaginativ și dezvoltarea simbolurilor în limbaj.
Într-o pereche de studii, copiii cu autism cu funcționare înaltă cu vârsta de 8-15 ani au îndeplinit la fel de bine, iar ca adulți chiar mai bine decât ceilalți oameni sarcini de limbaj de bază implicând vocabularul și ortografia. Ambele grupuri autiste au îndeplinit mai rău decât ceilalți sarcini de limbaj complex, precum limbajul figurativ, comprehensiunea și deducția. Întrucât oamenii adesea depășesc dimensiunea inițială a abilităților lor lingvistice de bază, aceste studii sugerează că oamenii care vorbesc indivizilor autiști sunt mai înclinați să supraestimeze ceea ce audiența lor înțelege.

### Comportament repetitiv

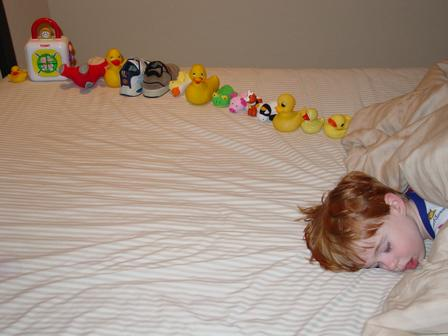
Copilaș cu autism care și-a aranjat jucăriile în rând

Indivizii autiști pot afișa multe forme de comportament repetitiv și restricționat, pe care Scala Revizuită a Comportamentului Repetitiv (RBS-R) le caracterizează în felul următor.
- Comportament stereotipat: mișcări repetitive, precum balansarea mâinilor, învârtirea capului sau bascularea corpului.
- Comportament compulsiv: comportamente care consumă timp făcute cu intenția de a reduce anxietatea, individul simțindu-se nevoit să le manifeste în mod repetat sau în acord cu reguli rigide, precum plasarea obiectelor într-o ordine specifică, verificarea lucrurilor sau spălarea mâinilor.
- Monotonie: rezistență la schimbare; de exemplu, insistența ca mobilierul să nu fie mutat sau refuzul de a fi întrerupt.
- Comportament ritualistic: tipar nevariat de activități zilnice, precum un meniu neschimbat sau un ritual de îmbrăcare. Acesta este asociat strâns cu monotonia, iar validarea independent sugerează combinarea celor doi factori. [61]
- Interese limitate: interesele și fixarea sunt anormale în ce privește modul sau intensitatea concentrării, precum preocuparea față de un singur program TV, o singură jucărie sau un singur joc.
- Auto-vătămare: comportamente precum vârârea degetului în ochi, jumulirea pielii, mușcarea mânii și lovirea capului.[32]

Niciun singur comportament repetitiv sau auto-vătămător nu pare să fie specific autismului, dar autismul pare a avea un tipar considerabil de manifestare și severitate a acestor comportamente.

### Alte simptome
Indivizii autiști pot avea simptome care sunt independente de diagnostic, dar care pot afecta individul sau familia.
Un procent estimat de între 0.5% și 10% din indivizii cu ASD prezintă abilități neobișnuite, de la abilități care nu sunt așteptate la vârsta respectivă precum memorizarea de detalii de mică importanță la talente extraordinar de rare de savanți autiști prodigioși. Mulți indivizi cu ASD prezintă abilități superioare de percepție și atenție în raport cu populația generală. Anomaliile senzoriale se găsesc la peste 90% din cei cu autism și sunt considerate trăsături esențiale de unii, deși nu există evidență bună care să susțină că simptomele senzoriale diferențiază autismul de alte tulburări de dezvoltare. Diferențele sunt mai mari în privința sub-responsivității (de exemplu, lovirea accidentală a lucrurilor) decât a supra-responsivității (de exemplu, neplăcerea cauzată de zgomote mari) sau a căutării de senzații (de exemplu, mișcări ritmice). Un procent estimat de 60–80% din oamenii autiști au semne motoare precum tonus muscular scăzut, planificare motoare săracă și echinism; deficitele în coordonarea motoare sunt generalizate în cazurile de ASD și sunt mai mari în cazul autismului propriu-zis.  Comportamente alimentare neobișnuite au loc la aproximativ jumătate din copiii cu ASD, în așa măsură încât anterior erau un indiciu de diagnostic. Selectivitatea este cea mai obișnuită problemă, deși ritualurile de alimentație și refuzul alimentelor de asemenea au loc.
Părinții copiilor cu ASD au niveluri mai înalte de stres. Frații copiilor cu ASD relatează o mai mare admirație și au mai puține conflicte cu fratele afectat decât frații copiilor neafectați, situație similară cu cea a fraților copiilor cu sindromul Down în privința acestor aspecte ale relațiilor dintre frați. În același timp, au raportat niveluri mai scăzute de apropiere și intimitate decât frații copiilor cu sindromul Down; frații indivizilor cu ASD au un risc mai înalt de stare negativă și relații sărace cu frații la maturitate. Există o evidență preliminară potrivit căreia autismul are loc mai frecvent la oamenii cu disforie de gen.
Problemele gastrointestinale este una dintre cele mai comune tulburări medicale asociate la persoanele cu  autism. Acestea au legătură cu subminare socială mai mare, iritabilitate, comportament și probleme cu somnul, subminări ale limbajului și schimbări de dispoziție.

#### Îngrijitori
Familiile care îngrijesc un copil autist se confruntă cu un stres mai mare. Părinții pot avea dificultăți în a-și înțelege copilul și în a găsi opțiuni adecvate de îngrijire. Ei pot avea o percepție negativă asupra autismului și pot avea dificultăți emoționale. Stigmatizarea afiliată diminuează, de asemenea, calitatea vieții, atitudinile negative față de copilul autist extinzându-se și asupra persoanelor apropiate acestuia. Aproximativ 85% dintre persoanele autiste au nevoie de sprijin pentru a duce o viață independentă la vârsta adultă. Membrii familiei care sunt ei înșiși autiști sunt adesea mai în măsură să înțeleagă copilul autist.

## Cauze

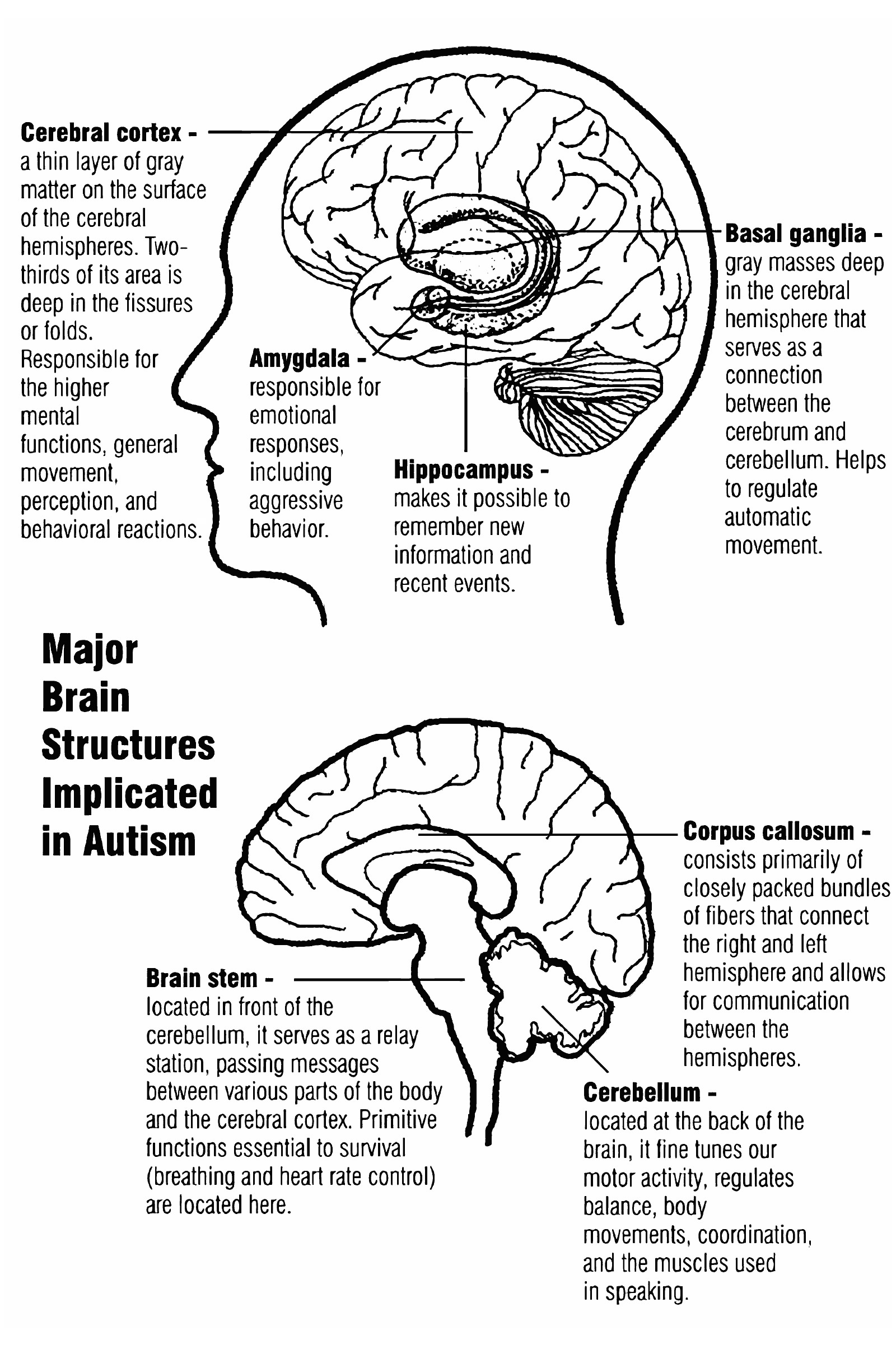
Principalele structuri ale creierului implicate în autism

Deși prevalența autismului este foarte mare (afectează aproximativ o persoană dintr-o sută pe plan mondial), cercetătorii încă fac eforturi să descopere cauzele autismului. Unul dintre motivele din cauza cărora acestea sunt dificil de identificat este faptul că simptomele tulburărilor din spectrul autismului variază destul de mult de la un individ la altul. În plus, se presupune că autismul ar putea fi declanșat de combinația dintre mai mulți factori, nu doar de unul singur.
Cauzele autismului nu sunt încă înțelese complet, dar se crede că tulburările se datorează unor defecțiuni genetice, ale unor interacțiuni între gene sau mutații rare cu efecte majore. În unele cazuri rare, autismul este asociat cu agenți teratogeni (care produc defecte natale). Studii asupra unor populații mari au demonstrat că nu există nicio legătură între vaccinări, autism și thimerosal. Studiul lui Andrew Wakefield care a inițiat o campanie de presă și a determinat unii părinți să nu-și vaccineze copiii a fost discreditat iar jurnalistul de investigație Brian Deer a arătat că datele folosite în studiu au fost o fraudă științifică.
În Suedia s-a realizat cel mai mare studiu din lume despre originile genetice ale autismului (date colectate de la 2 milioane de oameni între 1982 și 2006), demonstrându-se faptul că genele sunt la fel de importante ca factorii de mediu în rândul cauzelor autismului, în condițiile în care cercetările precedente acordau eredității o importanță mult mai mare.
Un nou studiu (Velázquez; Galán, 2013) arată că atunci când creierul unui copil autist nu este implicat în nicio activitate cognitivă produce în medie cu 42% mai multă informație decât creierul unui copil non-autist.
Eric Courchesne a studiat numărul celulelor nervoase din creierele unor băieți cu vârste cuprinse între 2 și 16 ani, șapte dintre ei fiind diagnosticați cu TSA și șase cu dezvoltare tipică și a concluzionat că subiecții autiști aveau cu 67% mai mulți neuroni în cortexul prefrontal, comparativ cu ceilalți copii examinați. Anomalia apare încă din timpul vieții intrauterine, în procesul de formare a țesutului nervos. Cortexul prefrontal este implicat în funcții cum ar fi limbajul, comunicarea, comportamentul social, atenția.
O echipă de cercetători ai Universităților din California, San Diego School of  Medicine și Allen Institute for Brain Science din Seattle a examinat  25 de gene din cele șase straturi diferite ale cortexului cerebral, considerate responsabile de apariția autismului și au concluzionat că afecțiunea creierul este sub forma unor “petice” în straturile corticale,  prezente mai ales pe lobul frontal și cel temporal. Acest studiu explică particularități diferite ale persoanelor diagnosticate cu TSA, în funcție de zonele cerebrale afectate.
În luna martie 2014, University of Chicago a publicat rezultatele celui mai mare studiu privind influența factorilor de mediu în dizabilitățile intelectuale. Analizând dosarele medicale a 100 de milioane de americani, cercetătorii au ajuns la concluzia că incidența autismului este strâns legată de expunerea la poluanți, de exemplu pesticide. Fetușii de sex masculin sunt mai sensibili la substanțele toxice din mediu, cum ar fi plumbul, diversele medicamente sau molecule sintetice, iar expunerea părinților la aceste toxine ar putea să explice o mare parte a mutațiilor genetice, inclusiv cele responsabile de dezvoltarea ulterioară a simptomelor autismului.
Conform studiului „Loss of mTOR-Dependent Macroautophagy Causes Autistic-like Synaptic Pruning Deficits”, hiperactivitatea proteinei mTOR dereglează procesul de reducere a sinapselor în timpul dezvoltării, copiii și adolescenții care suferă de tulburări din spectrul autismului având un exces de sinapse în creier.

## Terapie
Nu există un tratament medicamentos specific pentru tulburările de spectru autist. Principala abordare terapeutică o constituie psihoterapia.
Copilul cu autism introdus într-un program de terapie intensiv înaintea vârstei de 3 ani are șanse foarte mari să recupereze întârzierile în dezvoltare și să își formeze abilități și comportamente adecvate social. Terapia care și-a dovedit eficacitatea în recuperarea copiilor cu autism este terapia comportamentală aplicată, ABA. În terapia de tip Analiză aplicată a comportamentului (Applied Behavioral Analysis, eng.), se evaluează comportamentele dezadaptative și disfuncționale ale copilului cu tulburare de spectru autist și se implementează planuri personalizate de intervenție. Sunt țintite toate ariile afectate în autism: comunicare, reciprocitate socio-emoțională, comportament repetitiv, limitat și aptitudinile specifice se construiesc de la simplu către complex. O terapie corect condusă implică obiective clare (de exemplu "Privește în ochi în majoritatea ocaziilor când i se vorbește"), tehnici de intervenție specificate și reevaluarea acestora în cazul în care obiectivul nu a fost atins. Părinții sunt întotdeauna implicați în terapie, direct sau în ședințe educaționale. Cercetările au arătat că până la 49% dintre copiii incluși în programe de intervenție timpurii și intensive (între 15 și 40 de ore săptămânal) ajung să fie independenți și să facă progrese astfel încât comportamentele autiste să devină puțin sesizabile.
Pentru copiii non-verbali, poate fi utilizat sistemul PECS (Picture Exchange Communication System, eng), care utilizează cartonașe cu activități pentru a facilita comunicarea. Intervenția școlară vizează adaptarea metodelor psihopedagogice în conformitate cu particularitățile copilului. Se țintește, pe cât posibil, integrarea în învățământul de masă.
Tratamentul medicamentos psihiatric poate fi indicat pentru perioade scurte de timp. Acesta are rolul de a reduce unele simptome care scad eficiența intervenției terapeutice (agresivitate, agitație, deficit de atenție). Totodată, poate fi necesar tratamentul tulburărilor asociate. Tratamentele farmacologice sunt utilizate în general ca o ultimă resursă pentru controlul semnelor și simptomelor de autism și deseori sunt direcționate spre indicații secundare, cum sunt probleme  comportamentale, anxietate, depresie, agresivitate etc. Fluoxetin (Prozac) și Zoloft s-au dovedit utile pentru diminuarea unor simptome. Medicamente antipsihotice atipice ca risoperidona și aripiprazolum au fost aprobate de FDA (Food and Drug Administration -eng.) pentru tratarea comportamentelor agresive asociate. Însă efectele lor secundare trebuie comparate cu beneficiile lor potențiale, pentru că persoanele  autiste pot răspunde atipic.

## Diagnostic
Diagnosticul se bazează pe comportament, nu pe cauză sau mecanism. Potrivit DSM-5, autism se caracterizează prin deficite persistente în comunicarea și interacțiunea socială în diferite contexte, precum și prin tipare limitate, repetitive de comportament, interese și activități. Aceste deficite sunt prezente în copilăria timpurie, de obicei înainte de vârsta de trei ani și duc la deteriorare funcțională cu semnificație clinică considerabilă. Exemple de simptome sunt lipsa reciprocității sociale sau emoționale, uzul stereotipat și repetitiv al limbajului sau limbajul idiosincrat și preocuparea persistentă legată de obicete neuzitate. Tulburarea nu trebuie să se explice mai bine prin sindromul Rett, dizabilitate intelectuală sau întârziere generală de dezvoltare. ICD-10 utilizează în esență aceeași definție.
Anumite instrumente de diagnostic sunt valabile. Două sunt în mod obișnuit utilizate în cercetarea autismului: Interviul de Diagnosticare a Autismului Revizuit (ADI-R) este un interviu semi-structurat al părintelui, și Evaluarea prin observație pentru diagnosticarea autismului (ADOS) utilizează observația în interacțiunea cu copilul. Scala de Rating a Autismului Infantil (CARS) este utilizată pe larg în mediile clinice pentru evaluarea severității autismului pe baza observării copiilor. Interviul de diagnosticare pentru tulburări sociale și comunicaționale (DISCO) poate fi de asemenea utilizat.
Un pediatru efectuează în mod obișnuit o investigație preliminară documentându-se cu privire la istoria de dezvoltare și examinând fizic copilul. Dacă sunt justificate, diagnosticul și evaluările sunt făcute cu ajutorul specialiștilor în ASD, observându-se și evaluându-se factorii cognitivi, comunicaționali, familiali și alți factori utilizându-se instrumente standardizate și luându-se în calcul orice condiții medicale asociate. Unui neuropsiholog pediatru i se cere adesea să evalueze abilitățile comportamentale și cognitive, atât pentru a ajuta diagnosticului cât și pentru a ajuta la recomandarea intervențiilor educaționale. Un diagnostic diferențial pentru ASD la această etapă poate de asemenea să ia în considerate dizabilități intelectuale, subminări ale auzului și o subminare specifică a limbajului cum este sindromul Landau–Kleffner. Prezența autismului poate face mai dificil de diagnosticat tulburări psihiatrice coexistente precum depresia.